# リージェンツ・パーク
座標: 北緯51度31分56秒 西経0度09分24秒 / 北緯51.53222度 西経0.15667度
リージェンツ・パーク (The Regent's Park) は、ロンドン北部にある王立公園 (Royal Park)、およびその周辺地域の名称である。公園はウエストミンスター区とカムデン区にまたがり、総面積は166ヘクタール (410エーカー)を誇る。公園内には400種類、30,000本以上のバラが咲く庭園、野外劇場、運河、スポーツ施設、学校などがありロンドン市民の憩いの場となっている。朝5時から日没までオープン。入園は無料。

## 概要

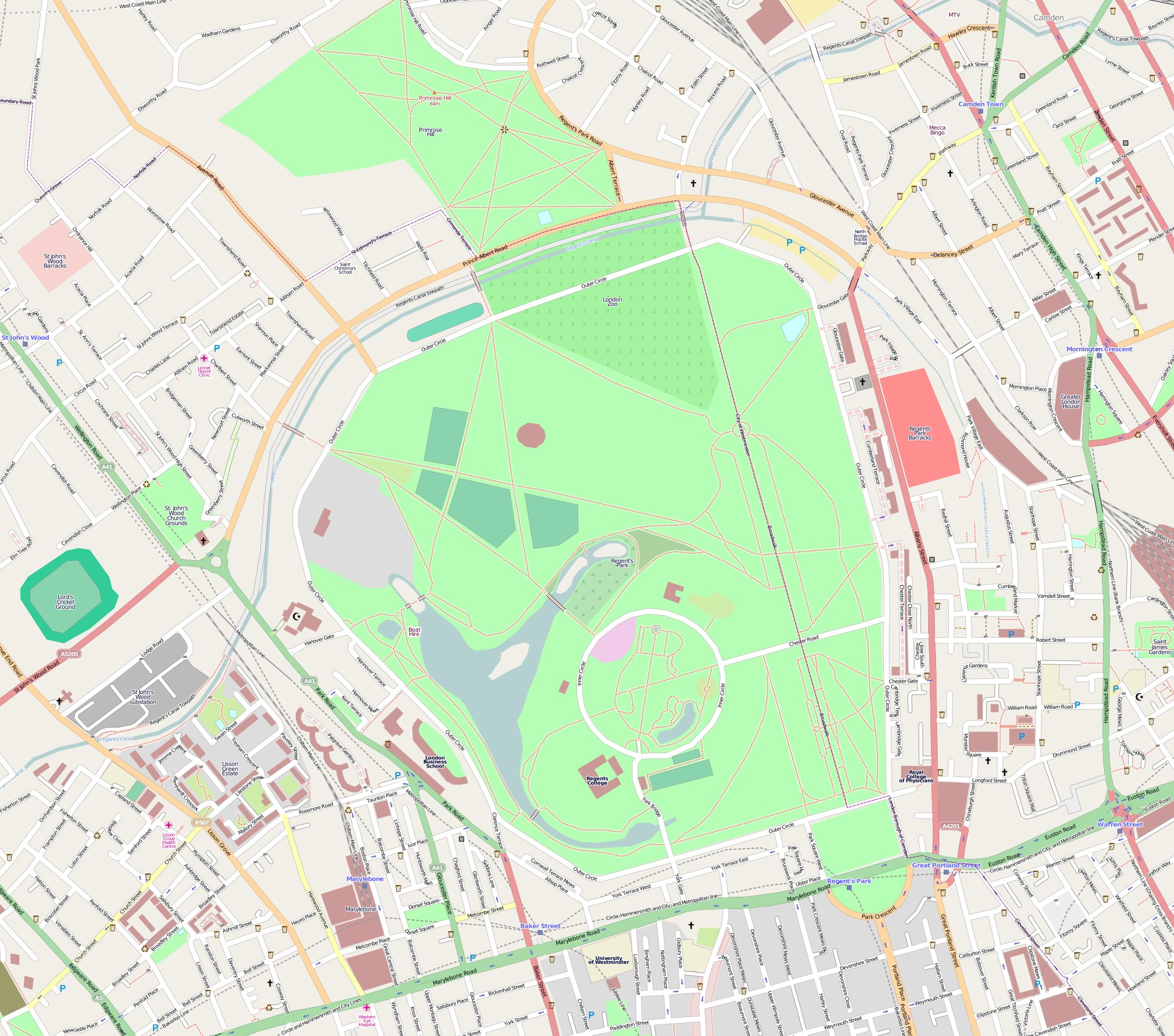
地図

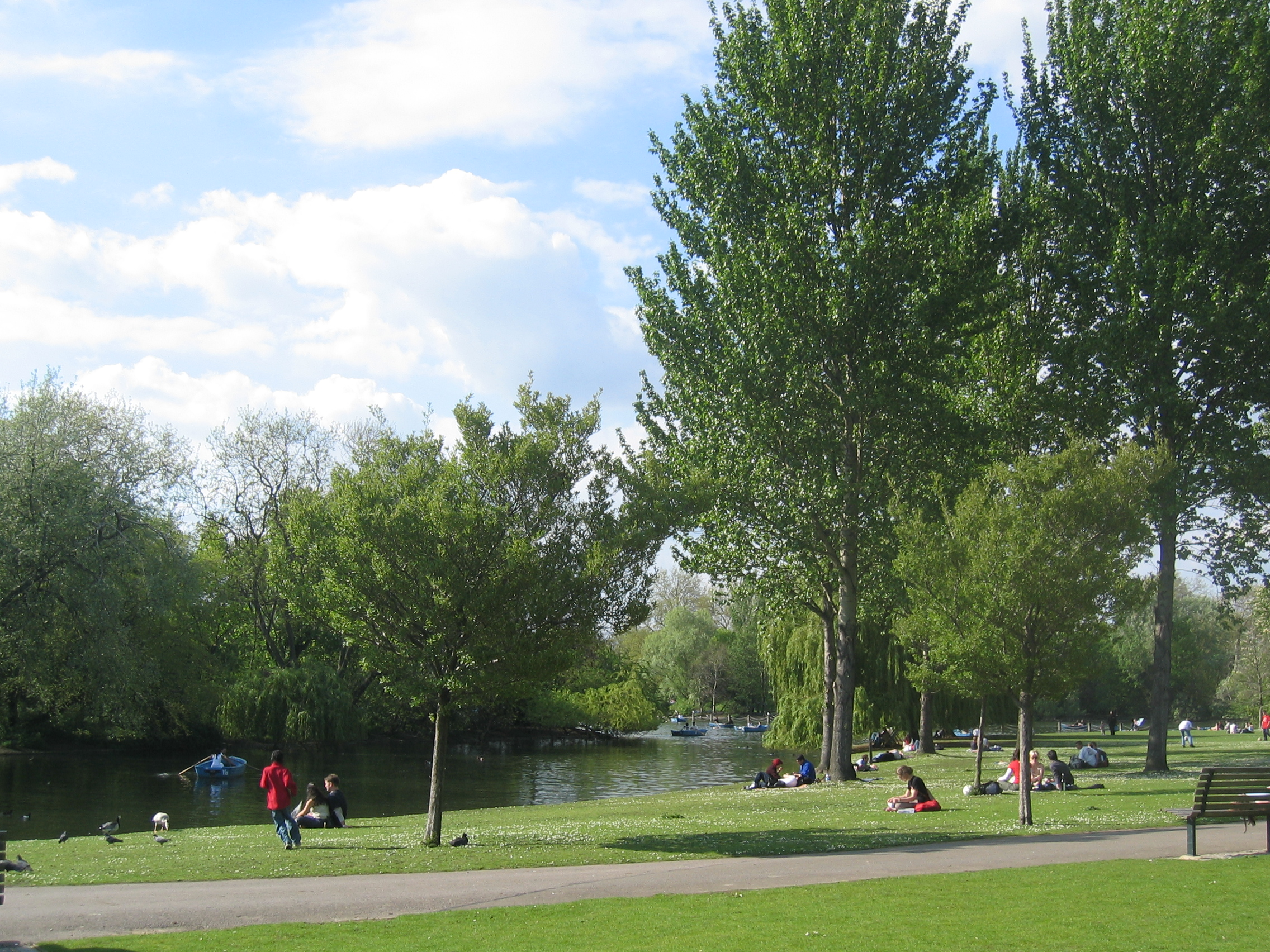
公園内の池

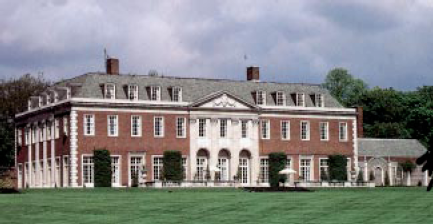
Winfield House

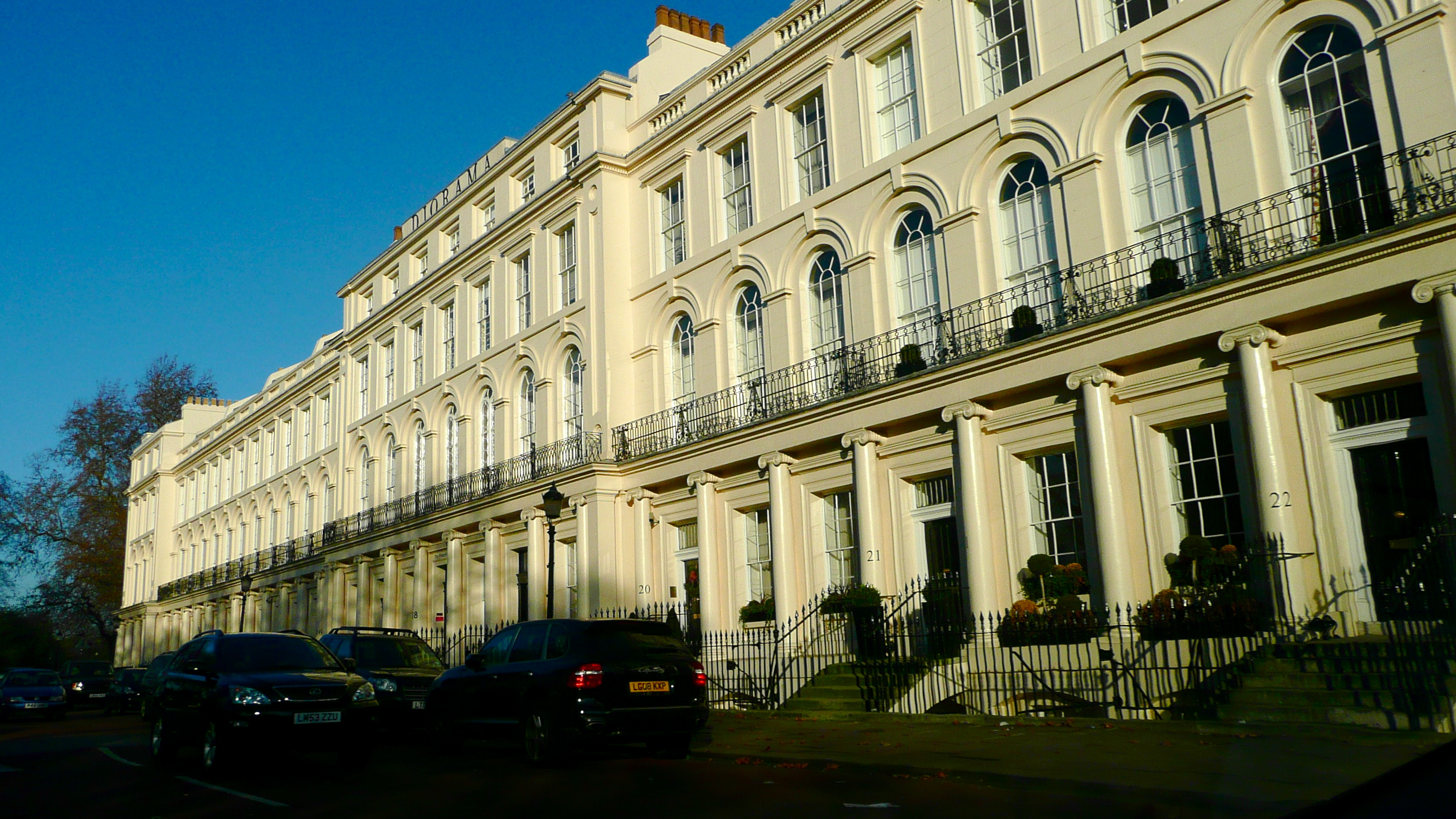
リージェンツ・パーク周辺のテラス式ハウス

リージェンツ・パークには長さ4.3キロメートルの外周道路 (アウター・サークル）とより小さい内周道路 (インナー・サークル)の2つの円周道路があり、インナー・サークル内には公園の核であるクィーン・メアリー・ガーデンが設置されている。この2つのサークルを繋ぐ道路以外は敷地内のすべての道路が歩行者専用となっており、その為公園内はゆったりとしている。公園の南側、東側そして西側の大部分はトラファルガー広場やリージェント・ストリートも設計したジョン・ナッシュのデザインによるスタッコ塗りの白いテラス式住宅が立ち並んでおり、優雅な空間を作り出している。公園の北東側を占めるのは世界で最初の科学動物園で、オカピなどがいるロンドン動物園とロンドン動物学会である。ロンドン動物園の更に北側にはバーミンガムからロンドンのテムズ川までを繋ぐグランウンド・ユニオン運河の一部で、リージェンツ運河と呼ばれる運河が通っている。この運河のおかげでCamden LockやMaida Valeから水上バスでリージェンツ・パークや動物園にアクセスできる。運河を越えさらに北に進むと、そこはプリムローズ・ヒルである。プリムローズ・ヒルはリージェンツ・パークと地続きで一体化しているように思えるが、別の公園であり、小高い丘から見渡すロンドンのシティやウエスト・エンドの眺望や数々の芸術作品の舞台として有名である。
リージェンツ・パークの広大な敷地の大部分は自然公園となっており、前述のクィーン・メアリー・ガーデンの他にアヴェニュー・ガーデンなどの庭園、サギや水鳥の繁殖地で夏にはボート遊びもできる湖、子供たちのための遊び場などがある。イギリス式庭園やイタリア式庭園などさまざまな種類の庭園があり、人々を楽しませてくれる。人々を楽しませると言えば、インナー・サークルには夏になるとシェークスピアの演劇などが上演される野外劇場がある。また敷地の大部分が芝生に覆われているので人々が自由にスポーツを楽しんでいる。リージェンツ・パークで人々が楽しんでいるのは、サッカー、ラグビー、クリケット、フリスビーなどである。サッカーのフィールドでさえ何面も作れるだけの面積があるので、時にその眺めは壮観なものとなる。またテニスコートも公園の南側にある。なお、2012年のロンドンオリンピックではロードレース競技がリージェンツ・パークで開催された。

### 公園内の建物
公園内にはいくつかの歴史的な建物がある。Winfield Houseは在英アメリカ合衆国大使の大使公館である。アメリカ合衆国大統領がイギリスを訪問する際にはここを訪れることが多い。2009年4月にロンドンで行われた第2回G20首脳会合の際にもオバマ大統領はこのWinfield Houseに宿泊し、ここでロシアのメドヴェージェフ大統領と会談したり、ここからドックランズでの会議に赴いていた。St John's Lodgeはナッシュのデザインが現存する数少ないVilla (庭付きの田舎風邸宅)である。この建物は現在も個人所有であるが、庭園は一般に公開されている。リージェンツ・パーク・モスクの呼び名で親しまれているLondon Central Mosqueは国王ジョージ6世の寄付によって建設されたイスラム教のモスクである。金色のドームが特徴的なこの建物は公園の大部分の場所から見ることが出来るので公園のランドマークになっている。
リージェンツ・パークには高等教育機関のキャンパスもある。インナー・サークルの南側には Regent's University Londonがあり、イギリスでは数少ない私立大学の一校である。また公園のすぐ隣にはロンドン大学のカレッジの一つであるロンドン・ビジネス・スクールや王立音楽アカデミーがある。

### 管理
公園の管理は他の王立公園同様に政府機関であるThe Royal Parksが、公園の自由保有権を保持しているThe Crown Estateと共同で行っている。公園自体はシティ・オブ・ウエストミンスター区とカムデン区にあるがリージェンツ・パークにおけるこれらの自治体の役割は限定的である。

## 歴史

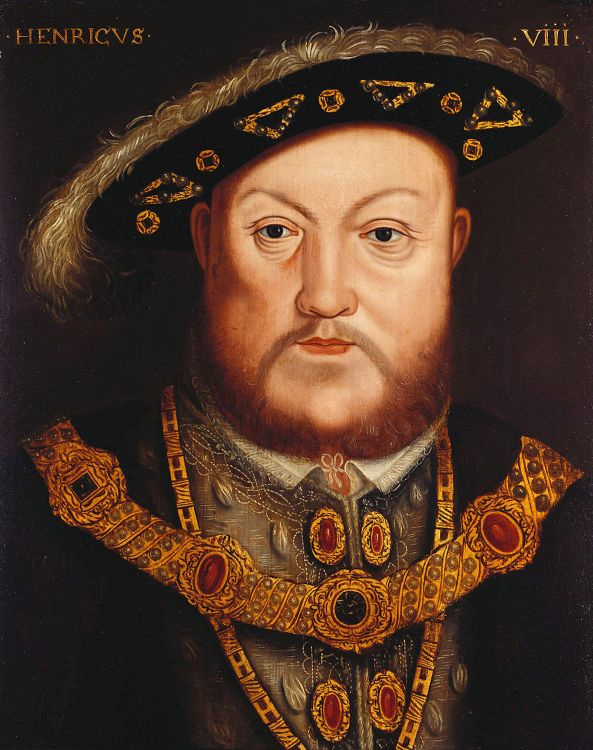
ヘンリー8世

### 前史
中世、現在のリージェンツ・パークがある土地はタイバーン村の荘園としてバーキング修道院 (Barking Abbey)が保有していた。ところがイギリス国王ヘンリー8世の離婚問題に端を発したイギリス国王とローマ・カトリック教会の対立が激化し、国王はイングランド、ウェールズ、アイルランドにある修道院の解散令 (Dissolution of the Monasteries)を出す。そして国王はこの土地を修道院から接収してしまう。以来、干し草やチーズ製造のために土地が貸し出されたわずかな期間の例外を除き、現在リージェンツ・パークがある土地は英国王室所有となる。英国王室は17世紀当時「メリルボーン・パーク」("Marylebone Park")と呼ばれたこの土地を狩猟場として使用し、女王エリザベス1世や国王ジェームス1世が各国の大使達と狩りを楽しんでいた。

### 混乱期

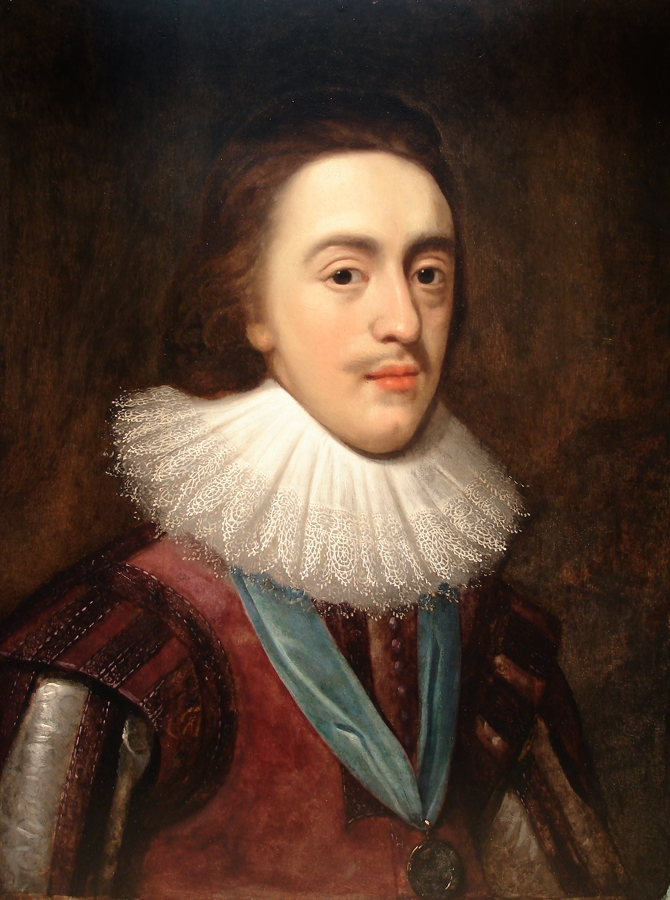
チャールズ1世

1646年、国王チャールズ1世はイングランド内戦で王党派が必要な兵器および弾薬代金の負債に対する担保として、George Strode卿とJohn Wandesfordeの二人にメリルボーン・パークの土地を与え、特許状も発行した。ところが1649年にチャールズ1世がオリバー・クロムウェル率いる議会派に敗北し処刑されると、イングランドは王室を廃止しイングランド共和国となり、前国王の特許状に基づくメリルボーン・パーク所有に関する二人の紳士の主張には誰も耳を貸さなかった。それどころか、英国議会はHarrison大佐が率いる竜騎兵への賃金の原資を確保するため、John Spencerという人物にメリルボーン・パークを売却してしまう。この人物はこの土地に生息していた鹿や大半の樹木を売却した。しかし彼は土地自体に関心を持たなかったこと、また前述の通り英国自体が清教徒革命に伴う混乱期で、結果として土地は荒れ果てた。なお、この土地に鹿が生息したのはこれが最後である。
幸運なことに土地の復興は思いの外早くやってきた。1660年に王政復古があり、前述のメリルボーン・パークの所有権に関する特許状を持つ二人の訴えが受け入れられたのだ。王室はこのときに至ってもチャールズ1世が彼らに作った借金を返済しておらず、そのためメリルボーン・パークは二人のものとなり、この二人が土地を復興させた。ただし「グレート・ロッジ」またはただ単に「宮殿」と呼ばれていた建物とその敷地、およびアルベマール公爵の秘書官であったWilliam Clarke卿にすでに売却されていた60エーカーにおよぶ土地は彼ら二人のものとはならなかった。また護国卿時代以前にメリルボーン・パーク周辺でレンジャーの職に就いていたJohn Careyにも、土地の保有権の移管にともなう彼の損失に対する補償がなされた。
清教徒革命以降、メリルボーン・パークの所有権や使用権の移動は激しく、沢山の紳士や富豪にリースされる。そしてリース契約の最後の一人になるのがポートランド公爵で彼が保持する契約は1811年に切れることになっていた。

### リージェンツ・パーク成立

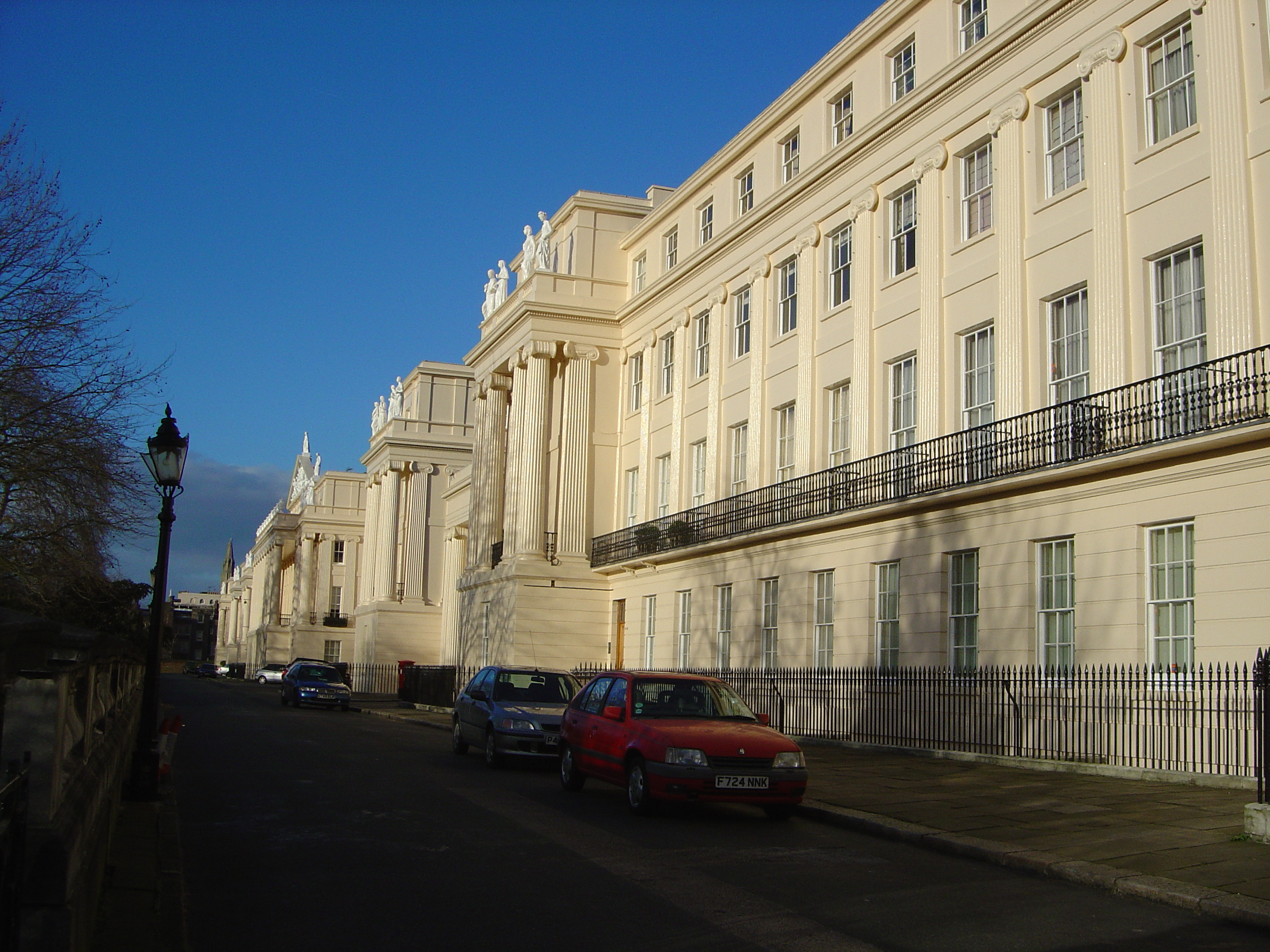
ナッシュ設計のCumberland Terrace

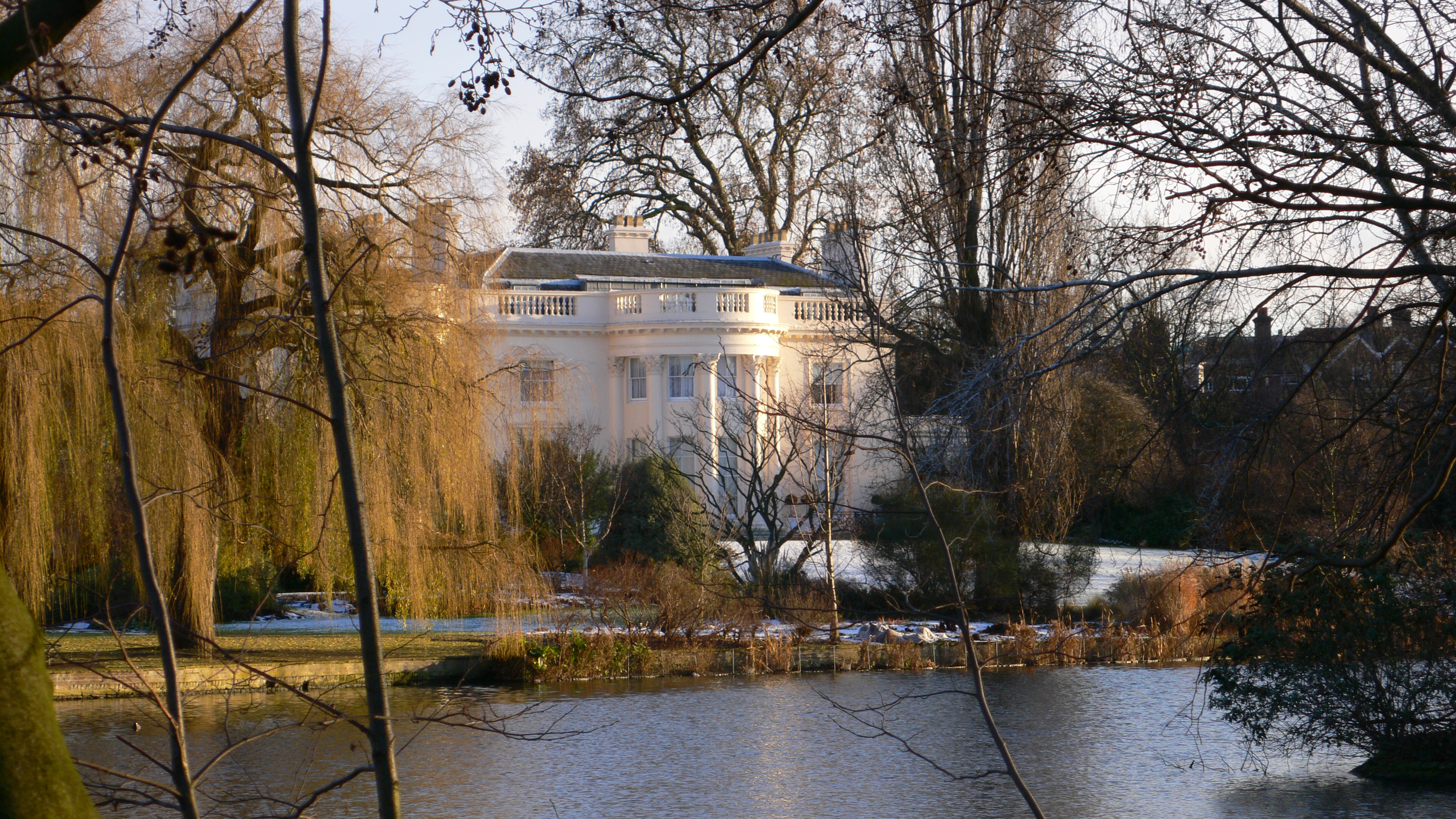
Decimus設計のCornwall Terrace

ポートランド公爵が保有する契約が1811年に切れると、時の摂政 (英語でRegent)で後の国王ジョージ4世と彼の顧問であるジョン・ナッシュがメリルボーン・パークを含むロンドン北部の改造に取りかかる。ナッシュは当初、この土地に摂政のための宮殿と彼の側近のための邸宅を建てることを構想したが、1818年実際に計画が実行段階になると宮殿建設は取りやめになり、建築する邸宅の数も減らされた。しかし、公園の周辺に建築が計画されたテラス式住宅群は当初の予定通り無事日の目を見た。この計画はただ一つの公園の改造話に留まらず、摂政の名を冠したリージェンツ・パークとリージェント・ストリートを核としたロンドンの大改造計画に発展したので、ナッシュがすべて細部まで計画したわけではない。例えば、ロンドンの文教地区ブルームズベリーの整備に尽力したJames Burtonとその若き息子Decimusも設計に参画している。リージェンツ・パークは整備計画が始まってから27年後の1845年完成し、当初は週に2日間だけ一般に公開されていた。

### その後のリージェンツ・パーク

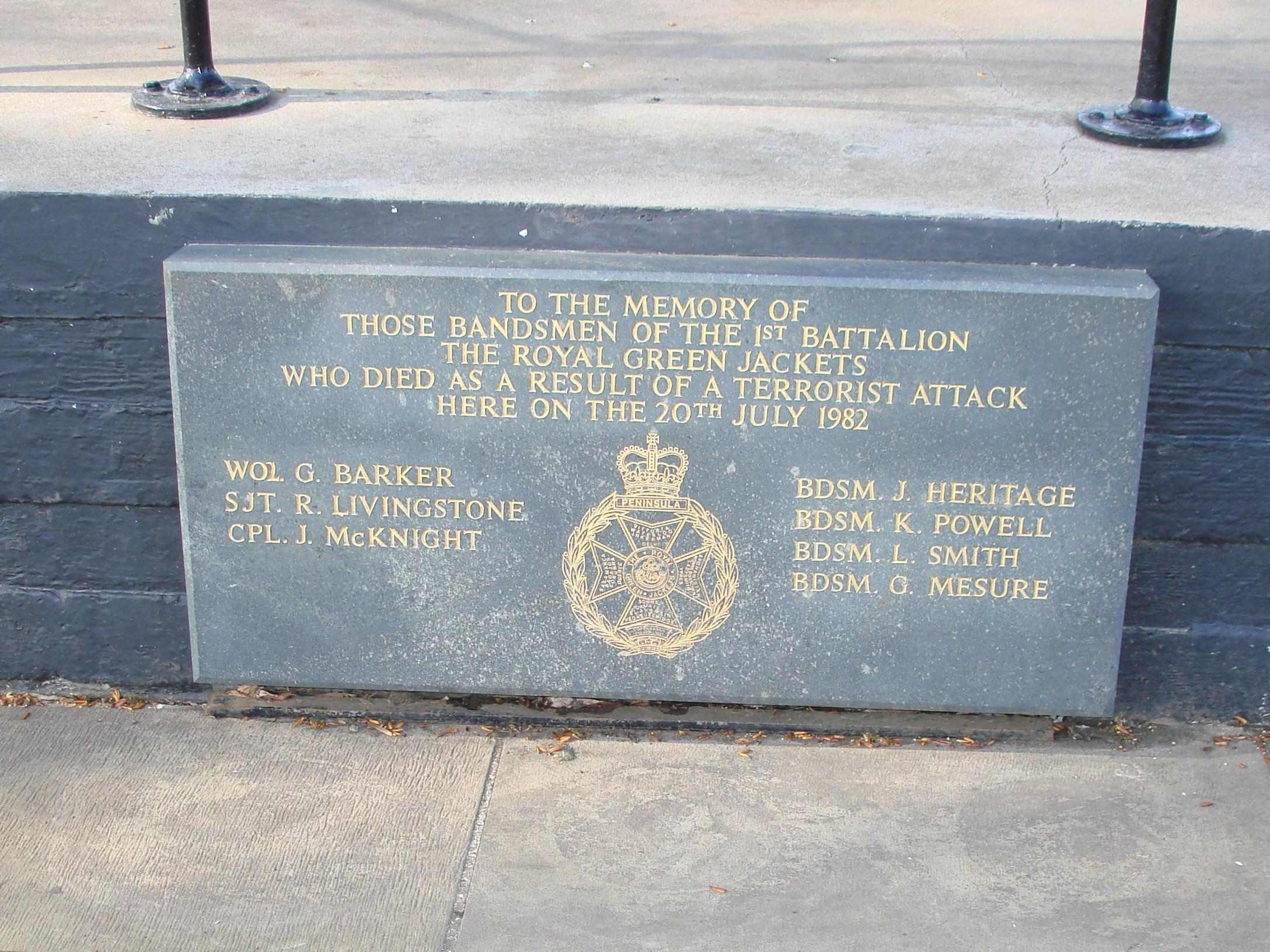
IRA爆破事件追悼碑

開園から22年が経過した1867年の1月15日、リージェンツ・パークで大惨事が起こる。湖でアイススケートを人々が楽しんでいたところ、水面を覆っていた氷が崩壊し、200人もの人が凍てつく湖に落ち、そのうち40名が亡くなった。事故後、湖の水はいったんすべて排出され、湖の深さを4フィート (約1.2メートル)浅くする工事が行われた。
1930年、王立植物協会 (Royal Botanic Society)に貸し出されていた場所にクィーン・メアリー・ガーデンが整備された。この庭園がリージェンツ・パーク初の計画当初から一般向けと設定された施設である。
1982年7月20日、IRA暫定派がリージェンツ・パークの野外音楽堂の下に仕掛けた爆弾が爆発し、ミュージカル『「オリバー!』の曲を演奏中だったイギリス陸軍のRoyal Green Jackets連隊の兵士7名が殺害される事件が起こる（詳しくはハイドパーク・リージェンツパーク爆弾テロ事件）。この事件で亡くなった兵士を悼む追悼碑が公園内に設置されている。
21世紀に入ると、リージェンツ・パークは人々の健康志向に応えるためにスポーツ施設を拡張していく。
2006年7月7日、前年の同日に起きたロンドン同時爆破事件の被害者のための追悼式がリージェンツ・パークでも行われた。追悼式では市民がモザイクタイルで紫色の花びら7つ作り、その後事件で亡くなった人の遺族が黄色のタイルをタイルで出来た花びらの中央に埋め、花を完成させた。

## 公園と芸術作品
リージェンツ・パークは文豪や芸術家に愛され、プリムローズ・ヒルほどではないが沢山の文学作品の舞台になっている。以下、リージェンツ・パークに縁がある主な作品である（さらに詳しいリストはをご覧ください）。

### 音楽作品
- エルヴィス・コステロの"London's Brilliant Parade"：歌詞に'The lions and the tigers in Regent's Park'とある
- Dan Melchiorの"Regent's Park in Blue"：歌詞に'Love to be with you in Regent's Park girl'とある。
- ポール・マッカートニーの"Single Pigeon"：歌詞に'Single Seagull gliding over Regent's Park Canal'とある。

### 文学作品
- イアン・フレミングの『女王陛下の007』と『007は二度死ぬ』
- ハーバート・ジョージ・ウェルズの『宇宙戦争』
- ヴァージニア・ウルフの"The Years"や"Flush: A Biography"
- アンソニー・パウエルの"Temporary Kings"
- パトリック・オブライアンの"The Reverse of the Medal"
- ヘンリー・ジェイムズの"What Maisie Knew"
- ロバート・B・パーカーの『ユダの山羊』
- イーディス・ネズビットの『魔よけ物語　続・砂の妖精』
- ロバート・ラドラムの"The Janson Directive"
- サラ・ウォーターズの『夜愁』
- クリスティーナ・ロセッティの"Some Reminiscences of Christina Rossetti"
- ウィリアム・メイクピース・サッカレーの"The Bedford Row Conspiracy"
- キム・フィルビーの"The Private Life of Kim Philby: the Moscow Years"
- ドリス・レッシングの"A Small Girl Throws Stones At a Swan in Regent's Park"など3作
- チャールズ・ラムの"The Works of Charles Lamb"
- ウィリアム・ワーズワースの"The Letters of William and Dorothy Wordsworth"
- ハーバート・スペンサーの『自伝』
- サミュエル・ベケットの"Serena 1"  ("Echo's Bones"収録)
- セシル・デイ＝ルイスの"Minute For Murder"
- ジェローム・K・ジェロームの"Paul Kelver"や"My Life and Times"
- ジョン・ゴールズワージーの『資産家』や"The Freelands"
- ロバート・ルイス・スティーヴンソンの『ジキル博士とハイド氏』
- エリザベス・ボウエンの"The Heat of the Day"
- リヒャルト・ワーグナーの"My Life"
- ジョン・ジェームズ・オーデュボンの"Audubon and His Journals"
- バロネス・オルツィの"The Regent's Park Murder" (『隅の老人』収録)
- ジョージ・エリオットの"George Eliot's Life As Related In Her Letters and Journals"
- ジョージ・ギッシングの"Thyrza: A Tale"
- ジョージ・マクドナルドの"Wilfrid Cumbermede", "The Marquis of Lossie", "The Sheep and the Goat"
- イポリット・テーヌの"Notes on England"
- ゾーイ・ヘラーの『あるスキャンダルについての覚え書き』
- Anthony Horowitzの"Groosham Grange"
- Marie Adelaide Belloc Lowndesの"The Lodger: A Story of the London Fog"
- Alison Lurieの"Foreign Affairs"
- Will Selfの"Great Apes"
- Kage Bakerの"The Life of the World to Come"

## アクセス＆近隣

### アクセス

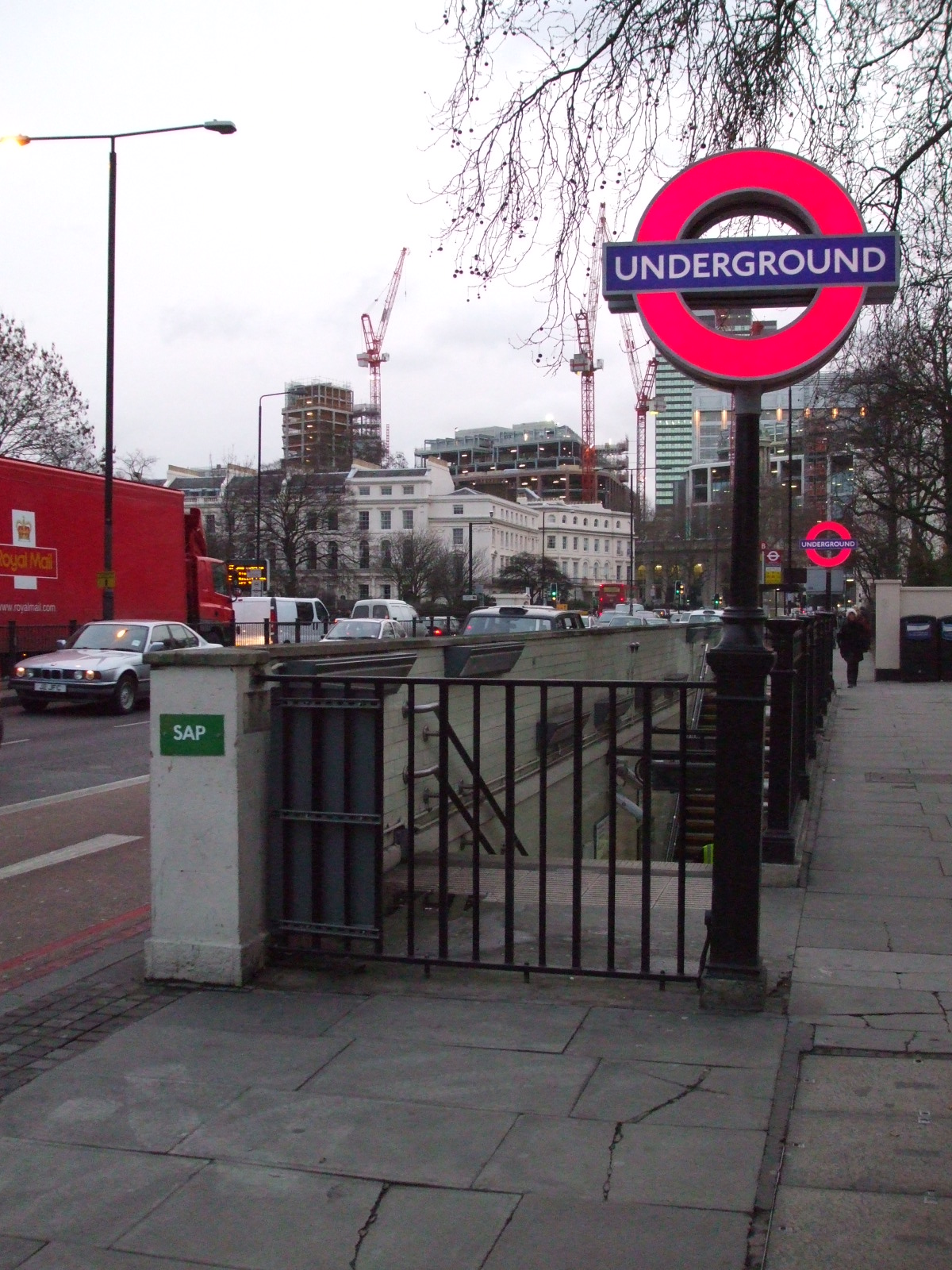
リージェンツ・パーク駅

前述の水上バスの他に、リージェンツ・パークへのアクセス方法としては、鉄道やバスが考えられる。
リージェンツ・パークへのロンドン地下鉄の最寄り駅は
- リージェンツ・パーク駅 (Regent's Park Station)
- ベイカー・ストリート駅 (Baker Street Station)
- グレート・ポートランド・ストリート駅 (Great Portland Street Station)

ナショナル・レール(英国鉄道）の最寄り駅は
- カムデン・ロード駅 (Camden Road Railway Station)
- メリルボーン駅 (Marylebone Station)

またバスの路線も複数ある。

### 近隣
- プリムローズ・ヒル
- マダム・タッソー館
- ロンドン・プラネタリウム
- ベーカー街221B
- カムデン・マーケット (Camden Market)

## ギャラリー

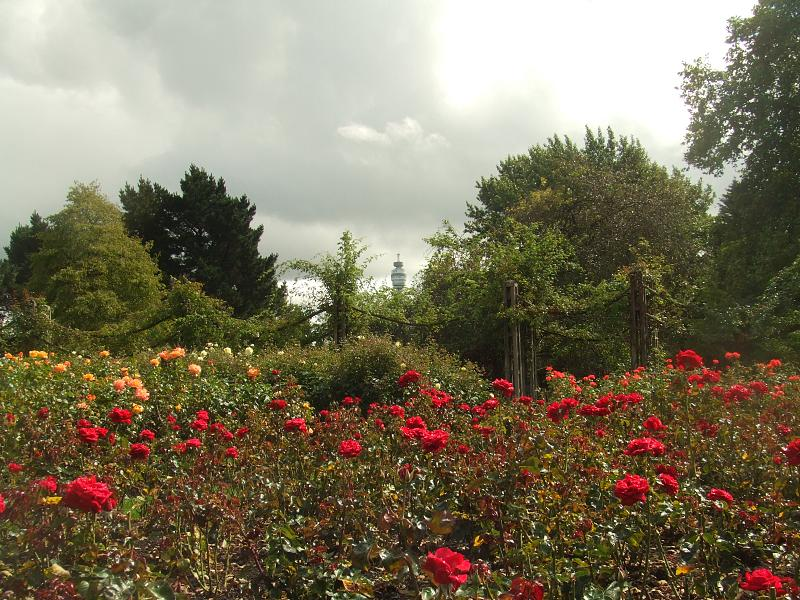
クィーン・メアリー・ガーデン
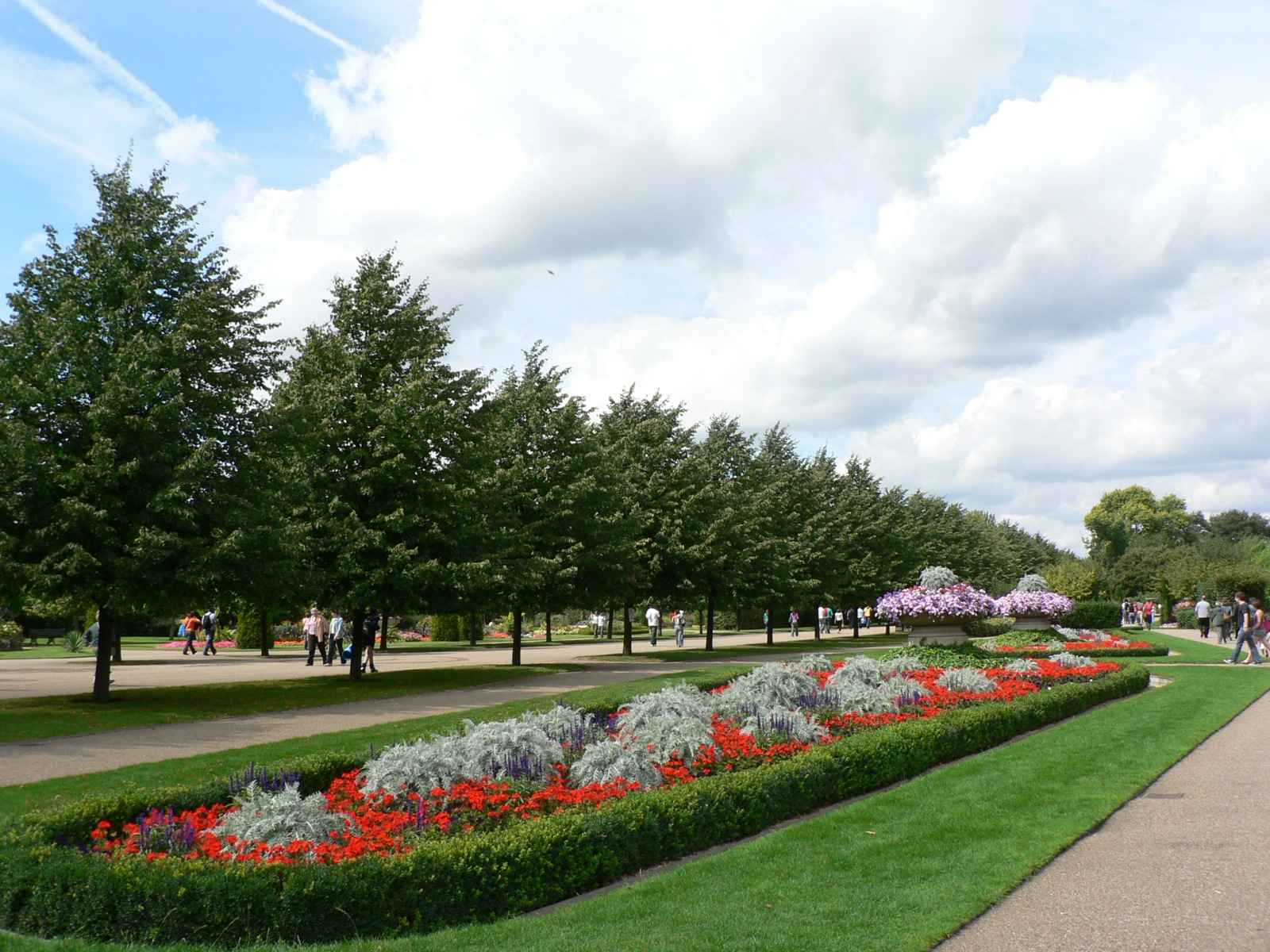
アヴェニュー・ガーデン
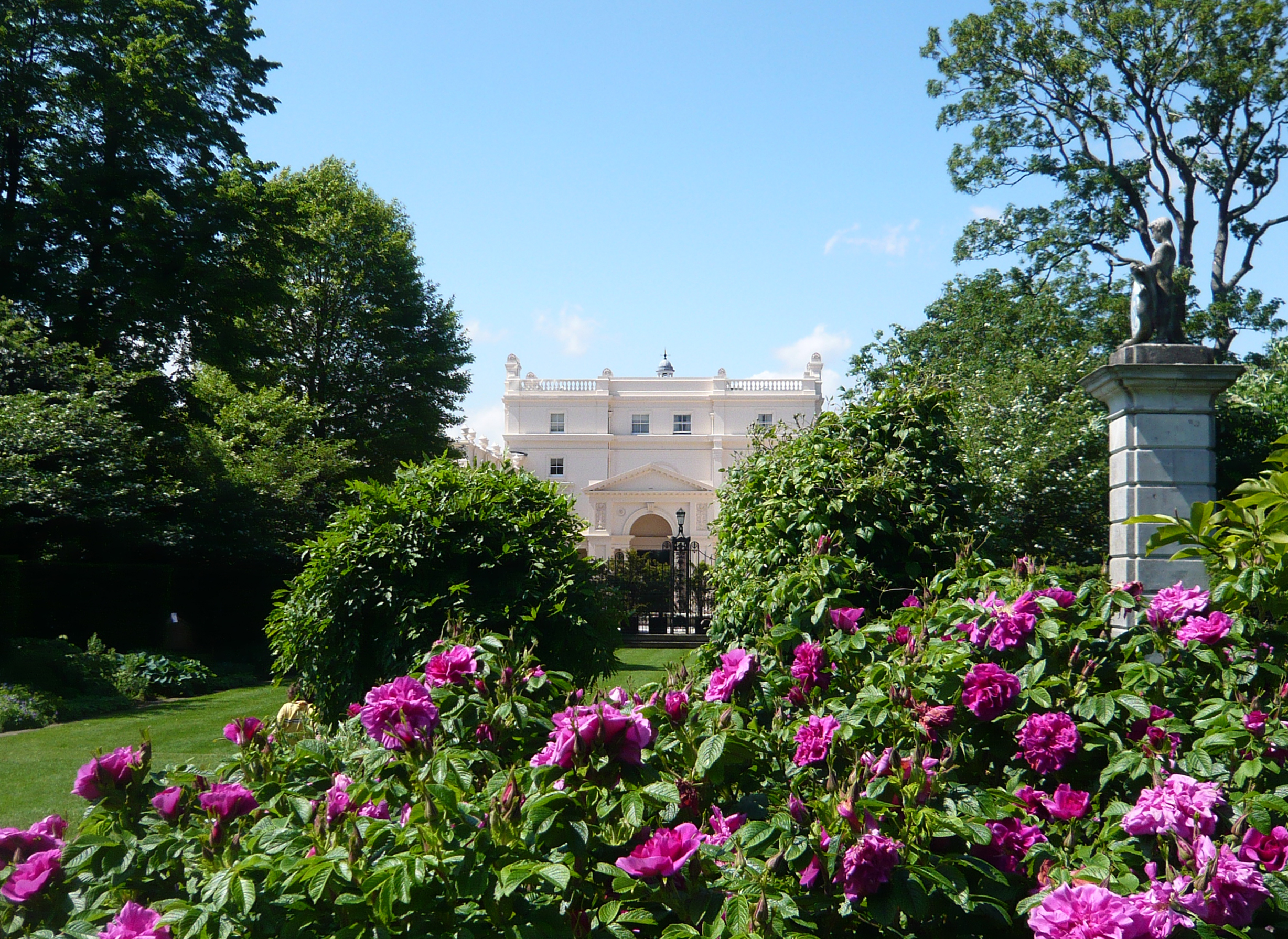
St John's Lodgeと庭園
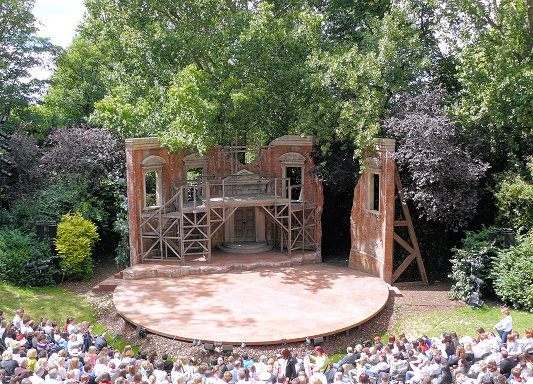
野外劇場
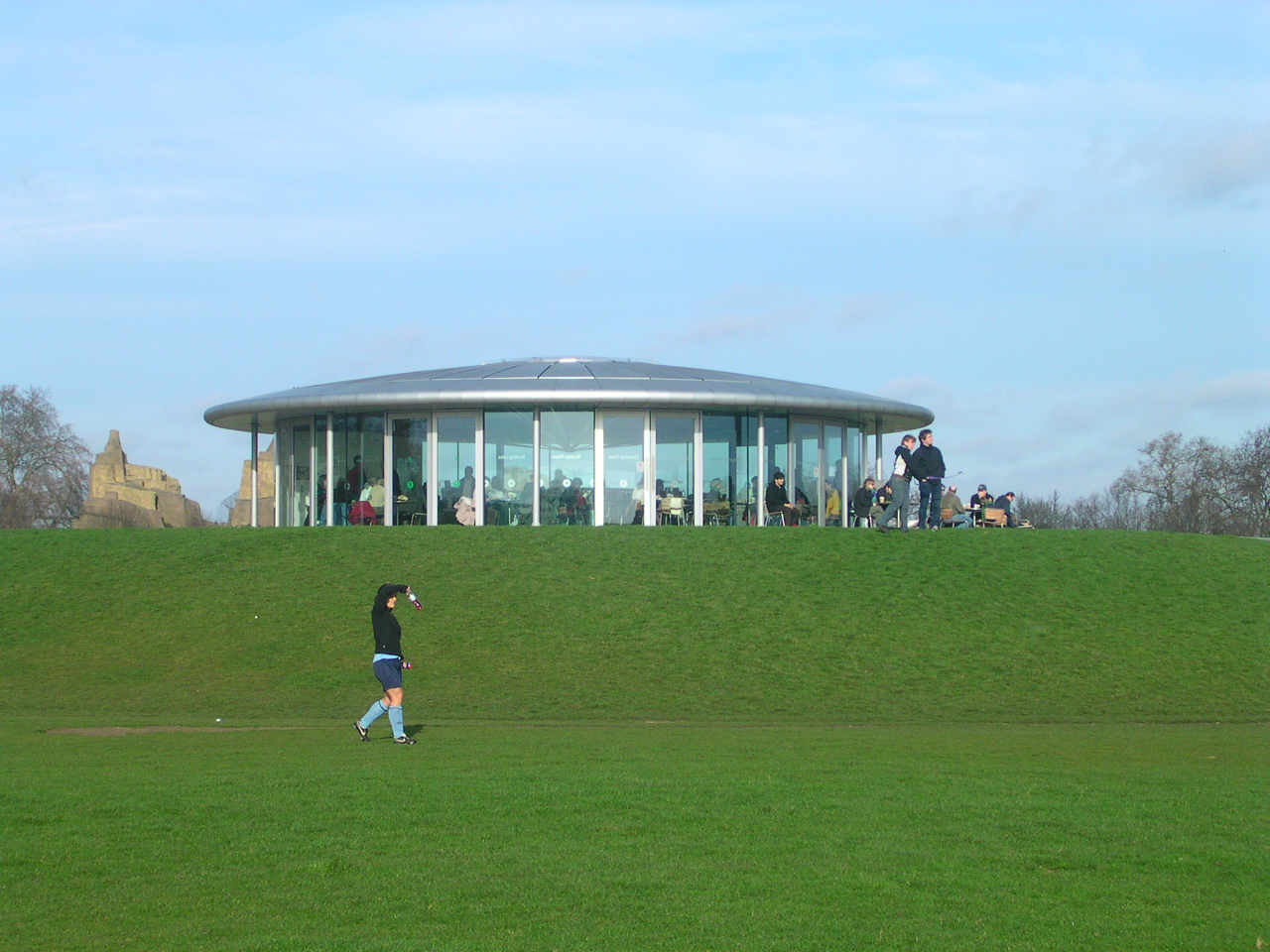
カフェと地下更衣室がある"The Hub"
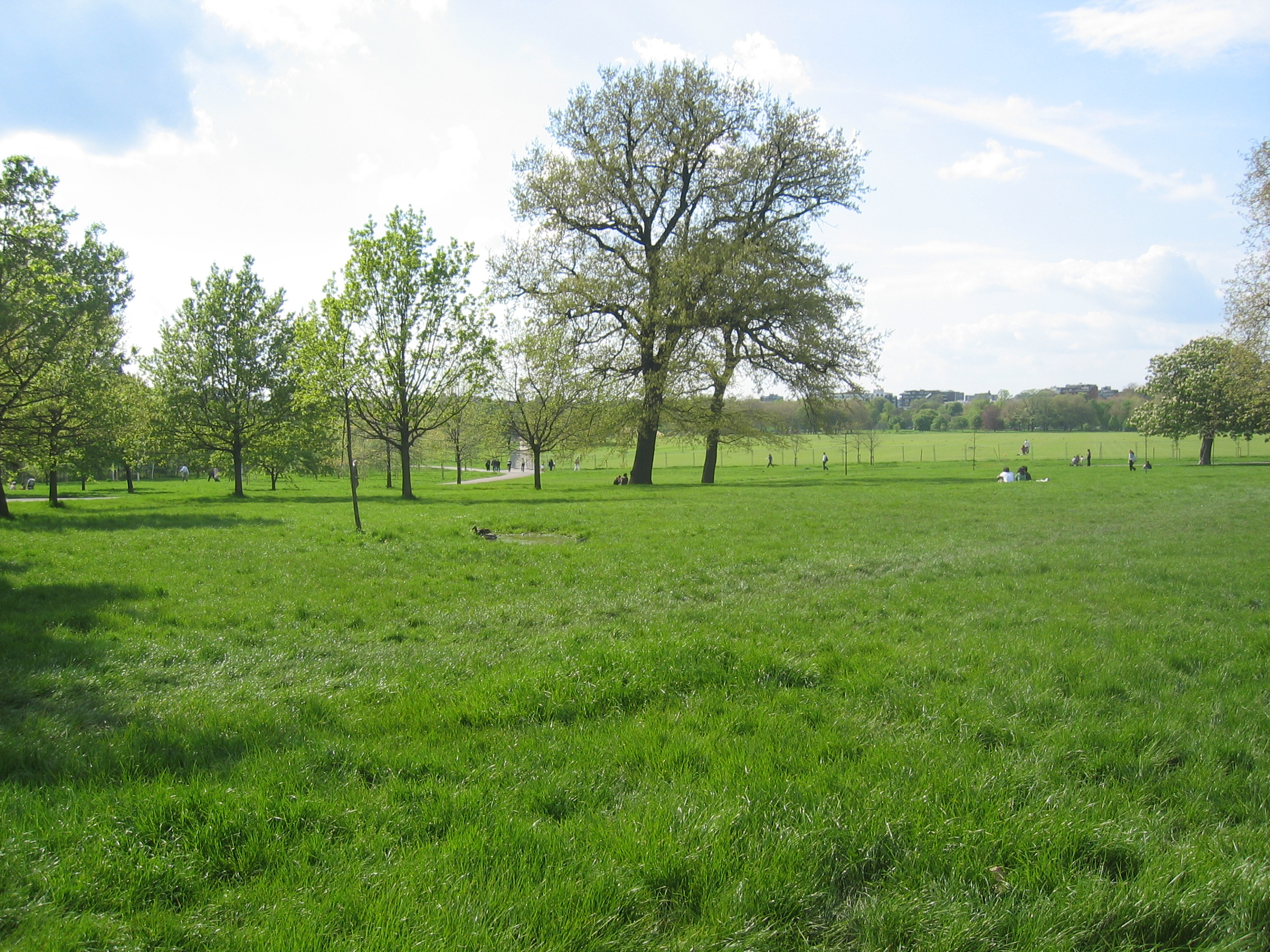
草原地帯
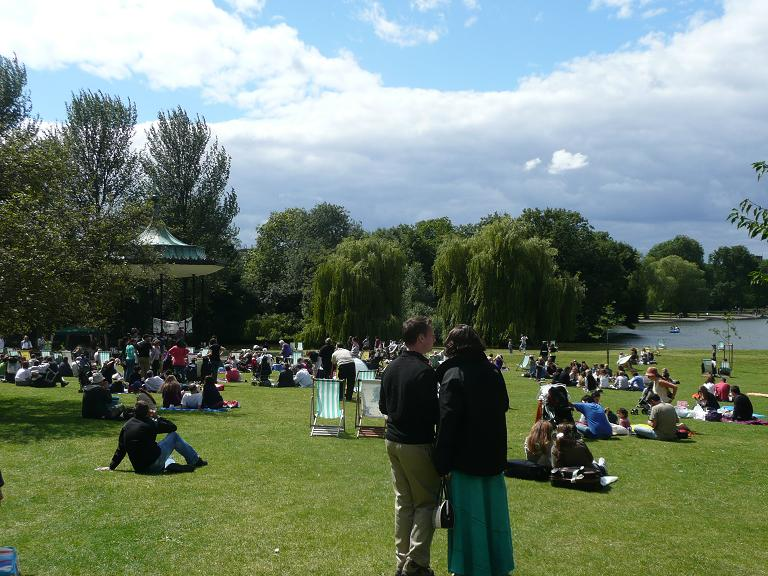
水辺
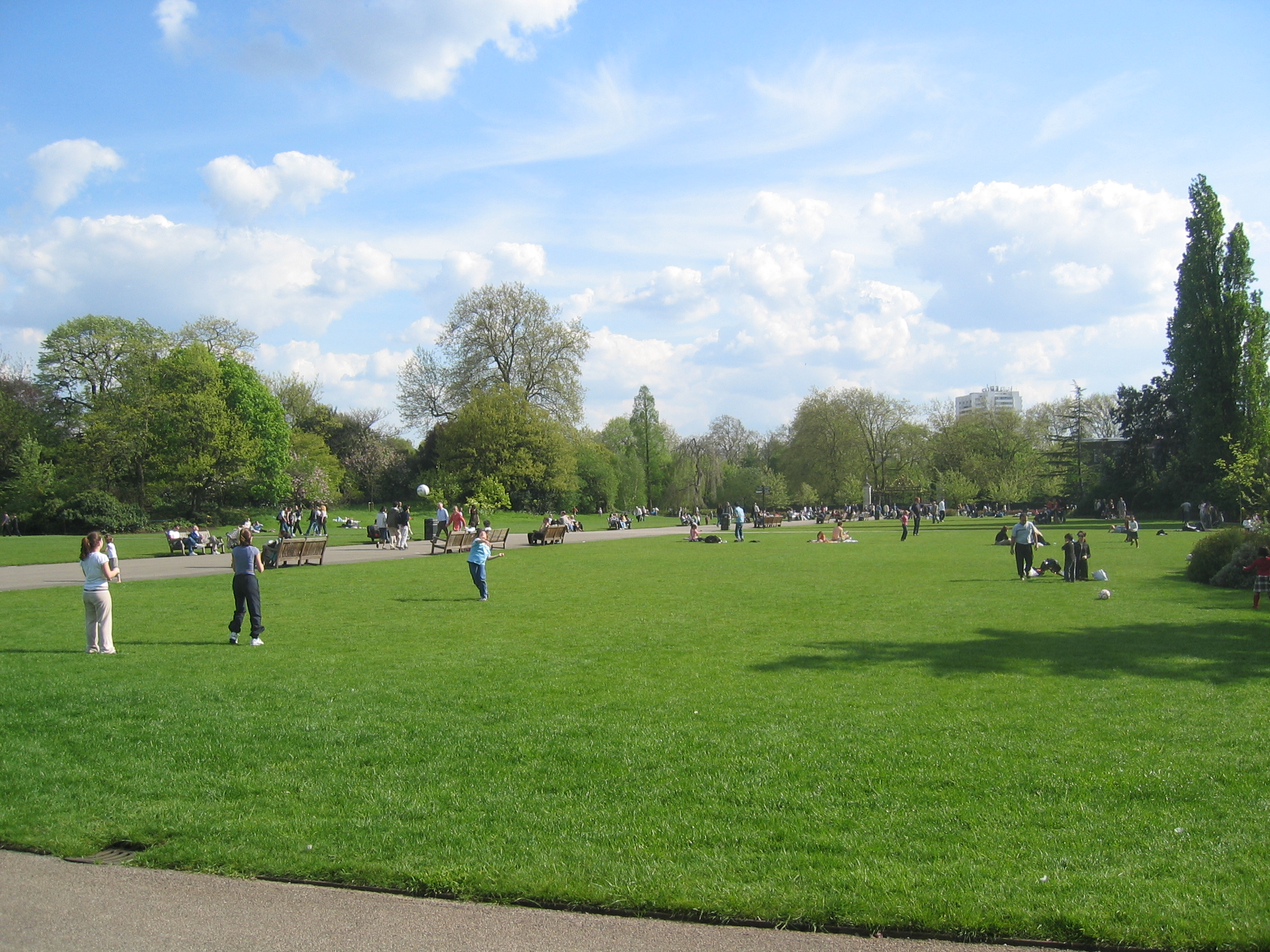
憩いの広場
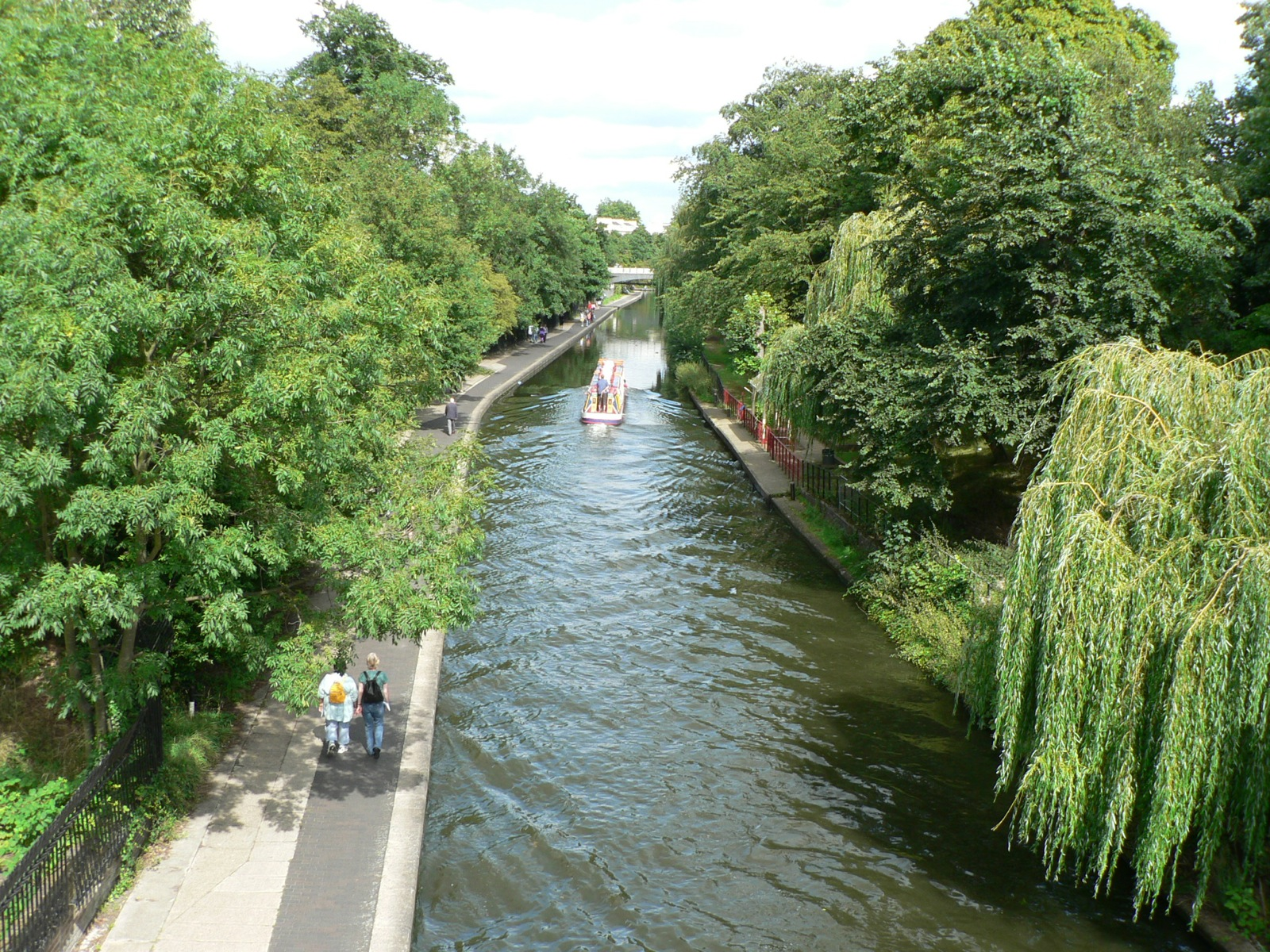
リージェンツ運河
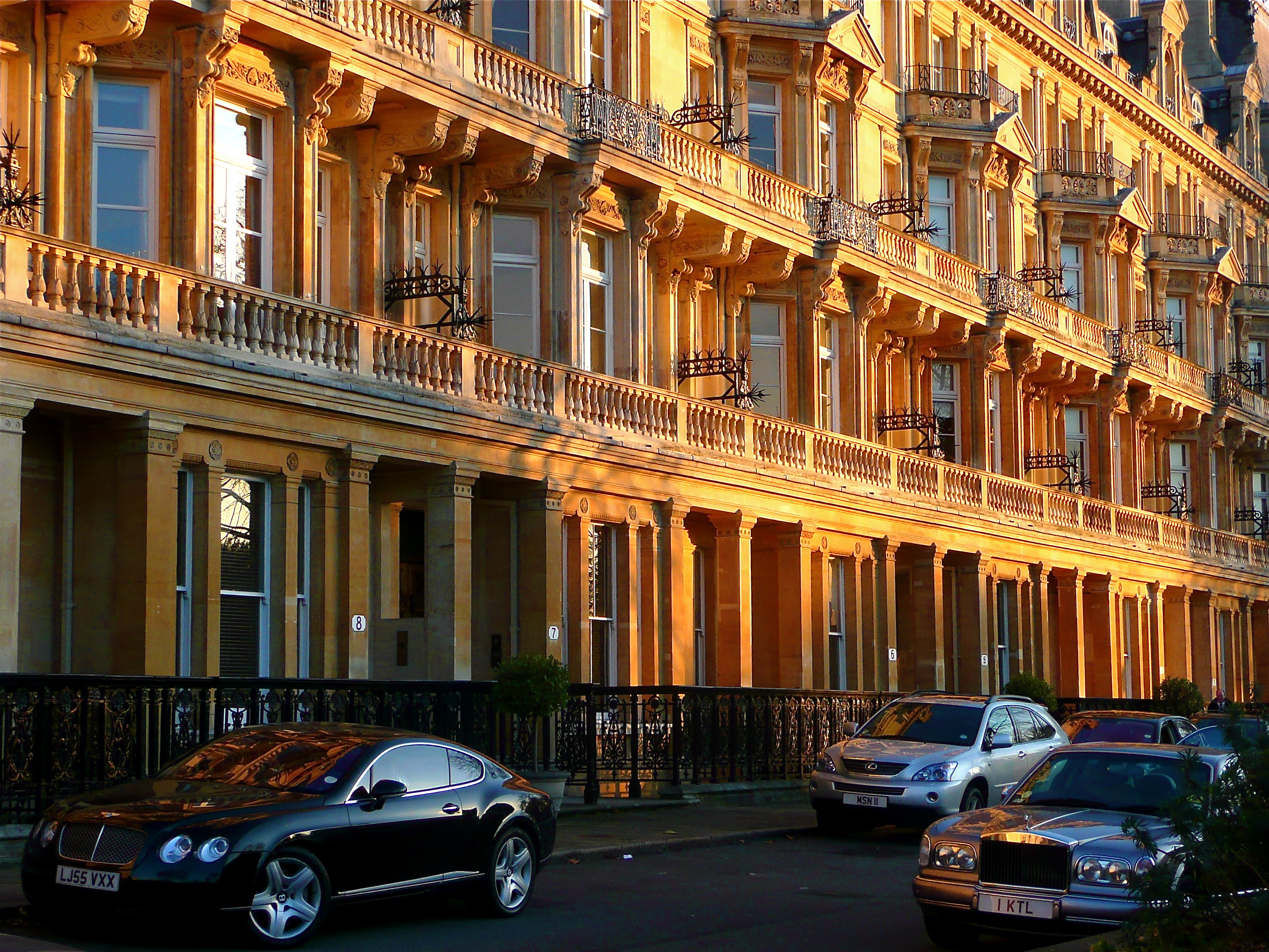
夕日に染まるテラス式住宅
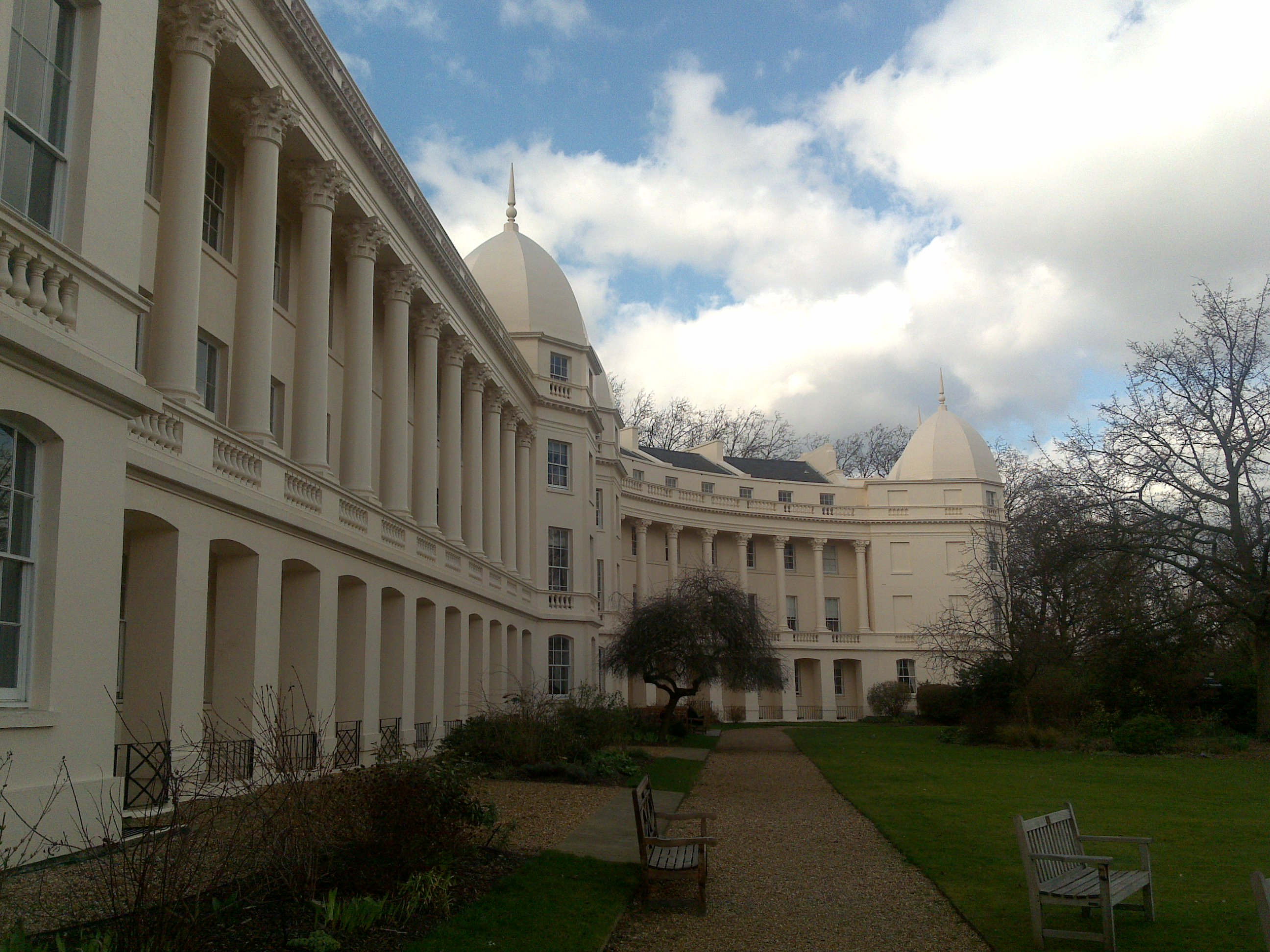
ロンドン・ビジネス・スクール
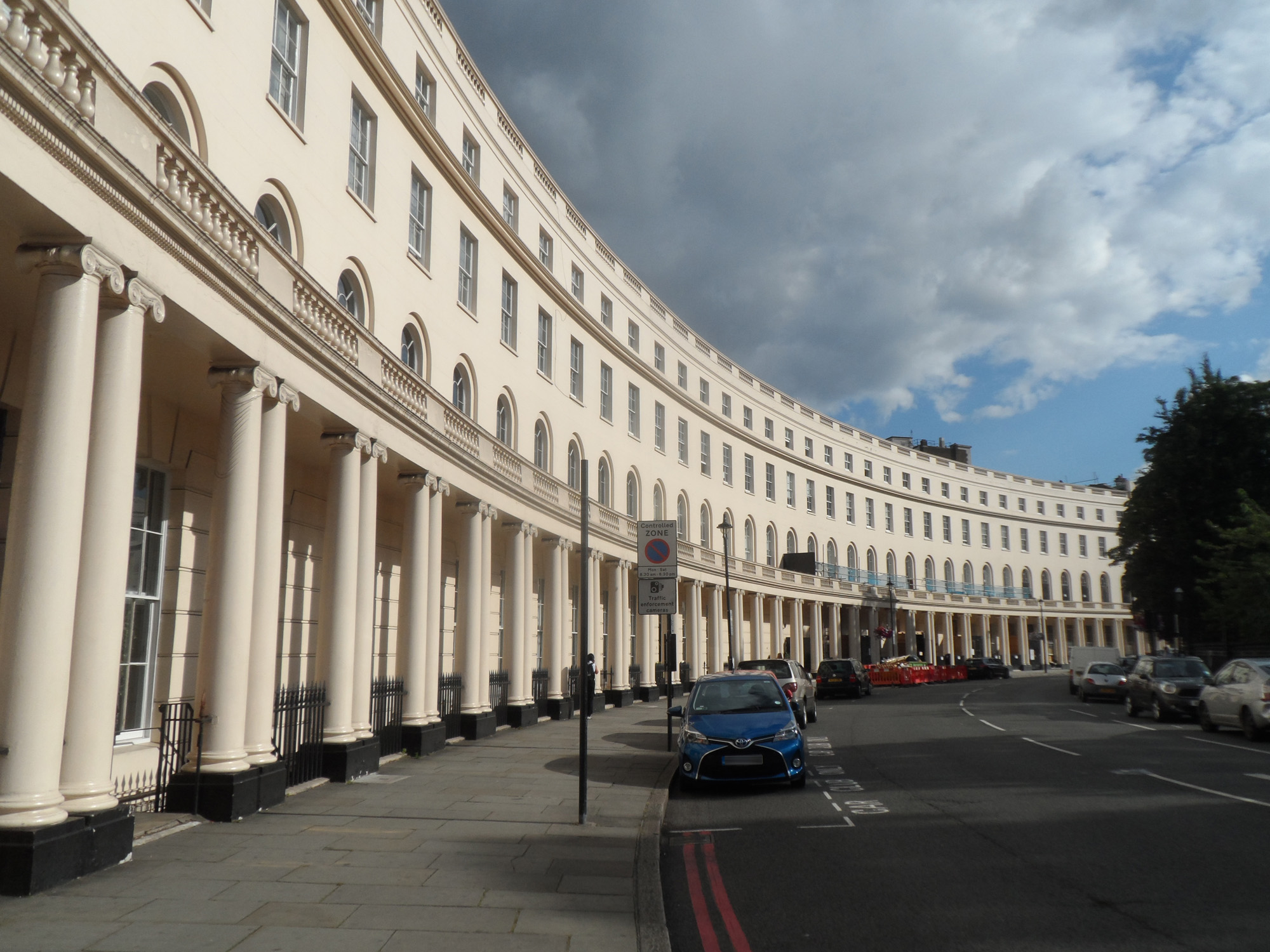
美しく弧を描くパーク・クレセントの摂政様式のテラスハウス

## 参考にしたサイト (外部リンク）
- リージェンツ・パーク公式サイト
- ウエストミンスター区 - Regent's Park
- Regent's Park in Literature and Music, a bibliography
- British History Online - Regent's Park
- LondonTown -Regent's Park